# ケンモア・スクエア

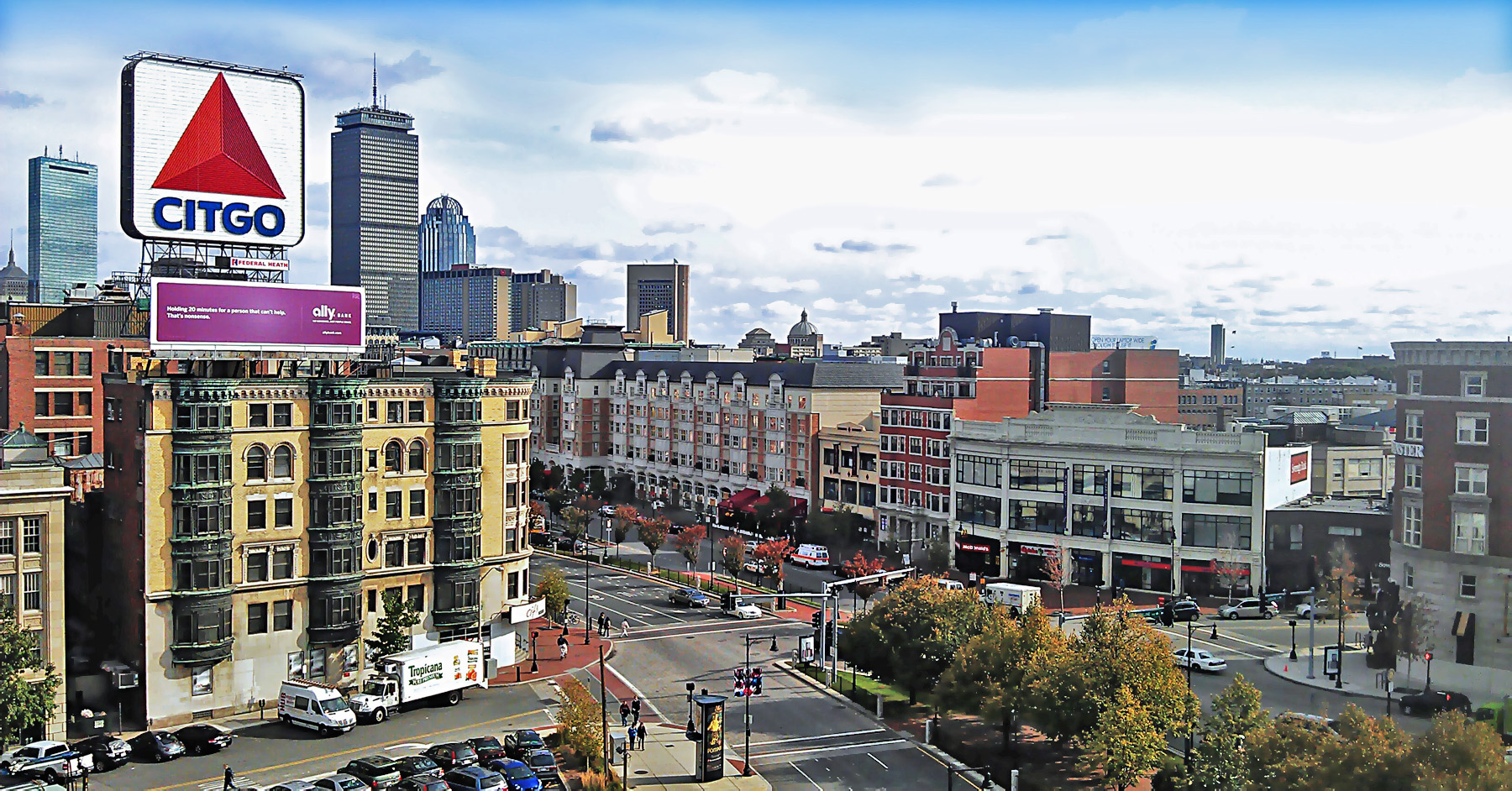
ボストンにあるケンモア・スクエア。シットゴーの看板が目印となっている。

ケンモア・スクエア (Kenmore Square ) は、アメリカ合衆国マサチューセッツ州ボストンにあるタウン・スクエア。ビーコン・ストリートやコモンウェルス・アヴェニューなど主要道路の交差点の他、MBTAの地下鉄のケンモア駅がある。近隣にボストン大学、フェンウェイ・パーク、そしてボストンのナイトライフの中心地であるランスドウン・ストリートなどがある。全米最長道路の国道20号線の東端がある。

## 歴史

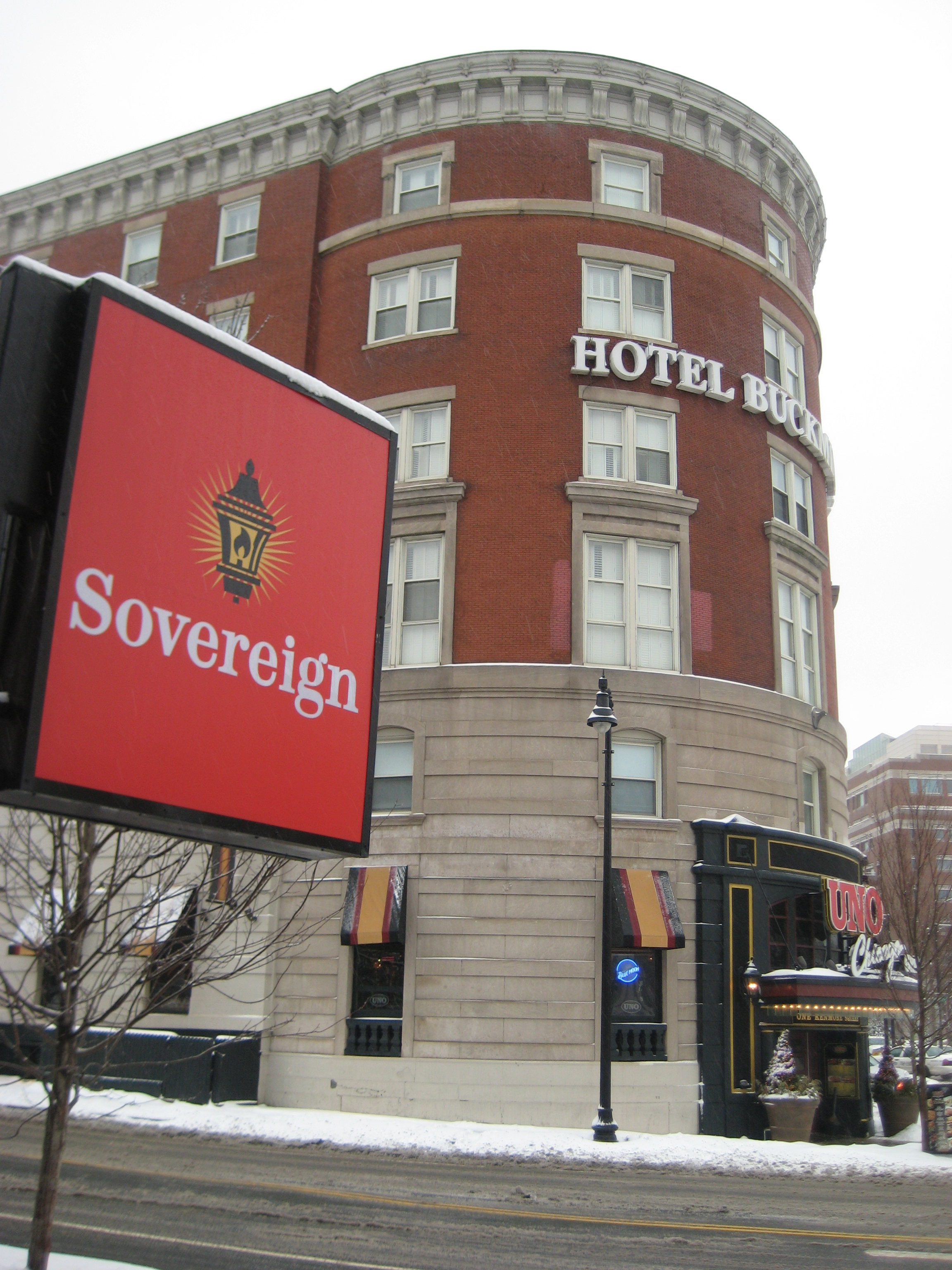
ビーコン・ストリートとブルックライン・アヴェニューの交差点にあるボストン・ホテル・バックミンスター。ソヴェリン銀行とピッツェリア・ウノの看板が見える。

現在ケンモア・スクエアと呼ばれているこの地は元々湿地帯であり居住に適さず、狭いチャールズ川が広いバック・ベイに流れ込んでいた。ボストンの植民地の一部であったが、1705年、マディ川沿いの小さな村がブルックラインという町になった。数ブロック先にあるマディ川が東の新たな境界線となった。
当時スウェルズ・ポイントとして知られ、1777年には南に接続し、1821年の地図によると現在西に本土と接続するケンモアではグレート・ダム、ブライトゥン・ロード(ブライトゥン・アヴェニューとコモンウェルス・アヴェニュー)、パンチ・ボウル・ロード(現ブルックライン・アヴェニュー)が交差していた。
1850年、ケンモア・スクエア西のビーコン・ストリートの一部が敷かれ、アヴェニュー・ストリート(現コモンウェルス・アヴェニューのオルストン部分)、ミル・ダム・ロード(現ブルックライン・アヴェニュー)、バック・ベイ水車堰を横切る現在のビーコン・ストリートと近いウエスタン・アヴェニューと交差していた。バック・ベイを別々の鉄道橋で渡ってきたボストン・アンド・ウースター鉄道とチャールズ川支流鉄道がここで合流し、レザー地区に直行していた。近隣の都市開発が行われたが、いくつかのオリジナルの線路がまだ残っている。現在のMBTAグリーン・ラインのサウス駅とマサチューセッツ有料高速道の建設のため微調整された。
1874年、ブライトンがボストンと合併し、ボストン-ブルックラインの境界線はオルストン-ブライトゥンと新たなバック・ベイ地域の接続箇所に再度引き直された。
1880年、少ししか発展しなかった。1890年までにバック・ベイ埋立計画がケンモア・スクエアまで届き、この時初めて東側が完全に地続きとなった。

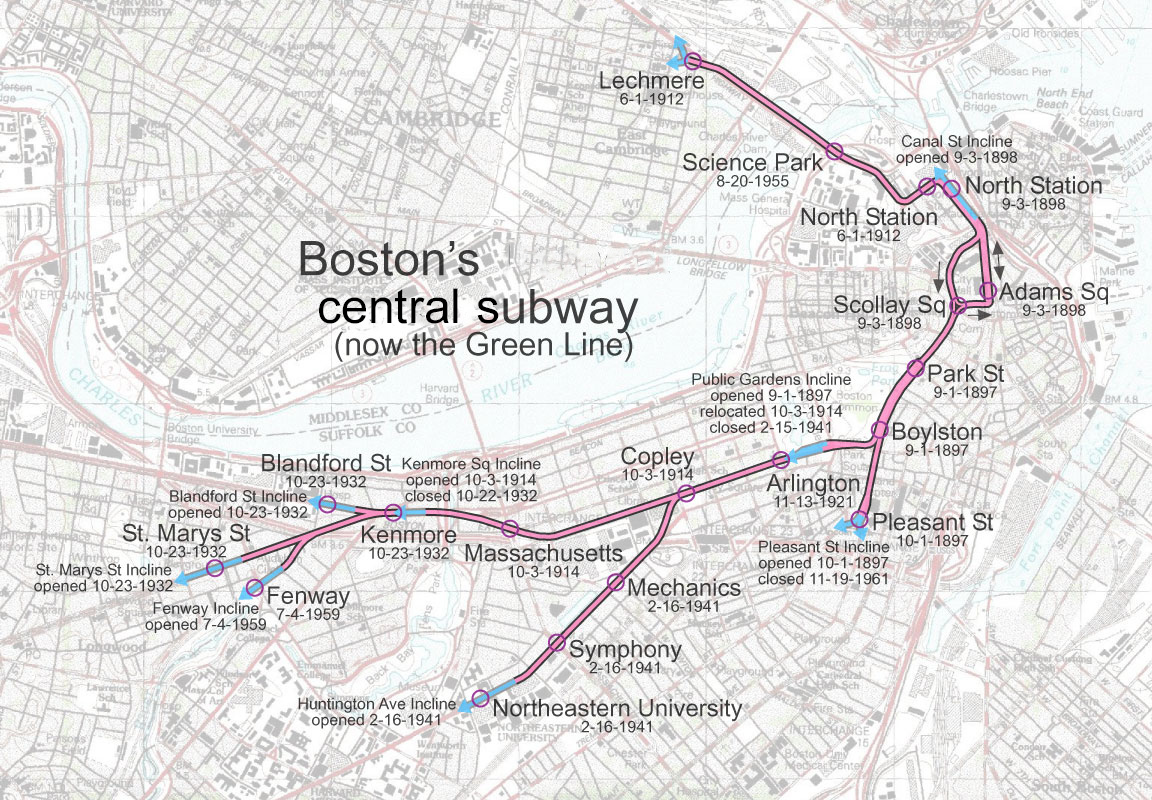

1888年、路面電車の線路がケンモア・スクエアを通ってクーリッジ・コーナーからマサチューセッツ・アヴェニューまでビーコン・ストリートに敷かれた。これが最終的にグリーン・ラインCとなった。1896年、当時コモンウェルス・アヴェニューと呼ばれた通りにブライトンのユニオン・スクエアから線路が敷かれた。これが最終的にグリーン・ラインAとBとなった。1914年、ボイルストン・ストリート地下鉄がケンモア・スクエアまで延び、地上に出た。1932年、グリーン・ラインのケンモア・スクエア部分は地下に入り、ブランドフォード・ストリートとセント・メアリー・ストリートで分岐が開始した。
1915年、ケンモア・アパートメントがケンモアとコモンウェルス・アヴェニューの角に建てられた。のちにこのアパートメントは客室400室のホテル・ケンモアとなった。このホテルはボストンの著名な開発者バートラム・ドラカーが所有し、ベースボール・ホテルとして知られていた。第二次世界大戦以降、14球団中1チームが常に泊まっていた。1960年代から1979年、グラム短期大学が学生寮、学食、図書館、教室として使用していた。1979年にグラム短期大学が閉校した後、シェラトンのような大規模ホテルが建てられ、ホテル・ケンモアとして再スタートし、最終的に再度アパートメントとなった。現在ケンモア・アビーと呼ばれている。

## シットゴーの看板
石油会社シットゴーの巨大な両面看板がケンモア・スクエアを見下ろすように建てられており、ボストン・レッドソックスの試合中継で画面に映りこむことから有名なランドマークとなった。6ヶ月に亘る改修計画の後、2005年3月、現在の何千もの発光ダイオードが点灯し午前0時に消灯する60フィート(18m)四方の看板となった。耐久性、エネルギー効率、明度、メンテナンスのしやすさから発光ダイオードが選ばれたが、2010年7月からの数か月、風や極端な温度に対応できる新たな発光ダイオードに交換するため停電していた。初期の看板には5,878ものガラス管、5マイル(8km)の電線のネオン・ライトが使用されていた。ベネズエラ国営石油会社の子会社であるシットゴーのロゴは三角マークを使用している。この看板の管理はフェデラル・ヘルス・サイン・カンパニーが行なっている。
1940年、シットゴーの前身シティーズ・サービスの看板が掛けられたが、1965年に三角マークに取り換えられた。1979年、エドワード・J・キング知事は省エネルギーの象徴として消灯するよう頼んだ。4年後、天候により劣化した看板の撤去を計画したが、市民の反対に遭った。ボストン・ランドマーク委員会はこの議論が行われている間は撤去の延期を要請した。ランドマークとしての正式な認定はなかったが、1983年、改装および再点灯されて以降現存している。
当初1階にシティーズ・サービスのスタンドがあったが、今となってはシットゴーとこの場所との繋がりはもうない。ボストン・レッドソックスのテレビ中継のたびにフェンウェイ・パークのグリーン・モンスターの向こうに見え、歴史的ランドマークとされている。1968年、短編映画『ゴー・ゴー・シットゴー』に取り上げられ、1983年、『ライフ』誌に写真が掲載された。フェンウェイやレッドソックスと関連してメイン州ポートランドにあるレッドソックスのマイナーリーグダブルAポートランド・シードッグスの本拠地ハドロック・フィールドのように、リトルリーグの球場などに看板のレプリカがある。1984年、ニール・スティーヴンスンの書籍『The Big U 』においてアメリカの架空の巨大フラタニティのメンバーによって崇拝される「巨大な車輪の看板」として風刺されている。
2006年9月、ボストン市会議員ジェリー・マクダモットは、ベネズエラの大統領ウゴ・チャベスがアメリカ合衆国大統領ジョージ・W・ブッシュを侮辱したことから看板を取り外し、チャベスが退任するまでアメリカ合衆国の国旗かレッドソックスのバナーを掛けるよう提案した。
2008年10月15日、看板内部の電気から小規模の火事が起こり、約5千ドルの損害を受け、プラスチックが部分的に溶け、煙の跡が見えていた。
2016年7月、ボストン・ランドマーク委員会はこの看板を準ランドマーク認定の投票を行なった。これにより委員会が3ヶ月の調査を実施するまで看板は取り外せないこととなり、10月に恒久的ランドマーク認定の投票が行われることとなった。

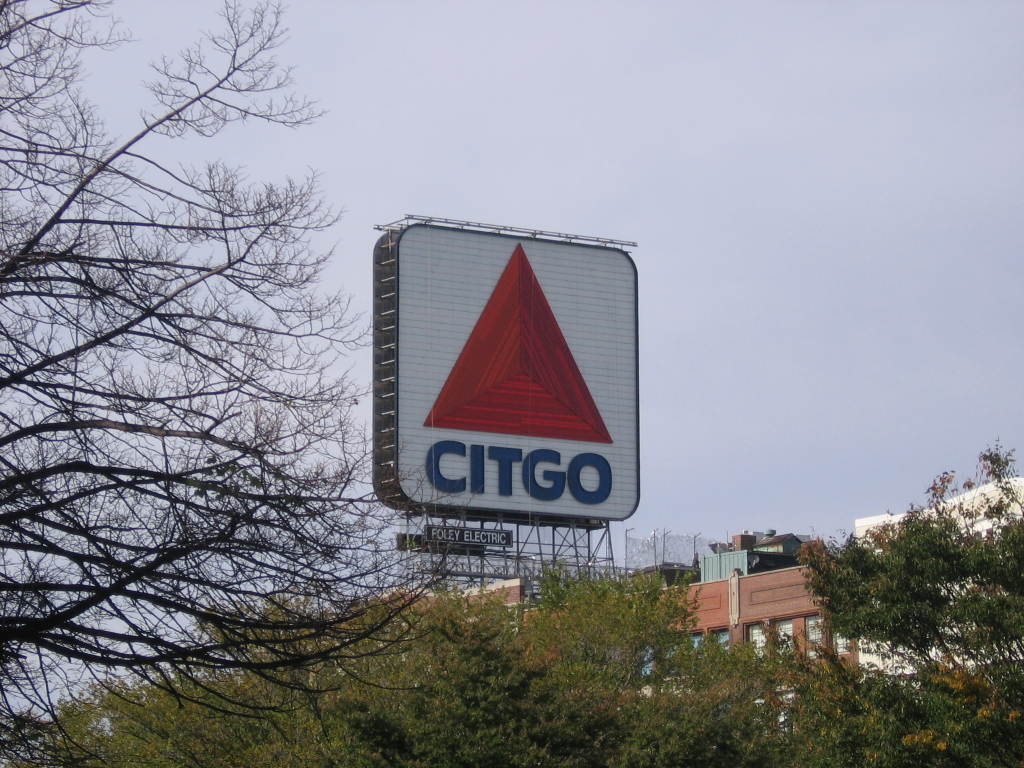
シットゴーの看板
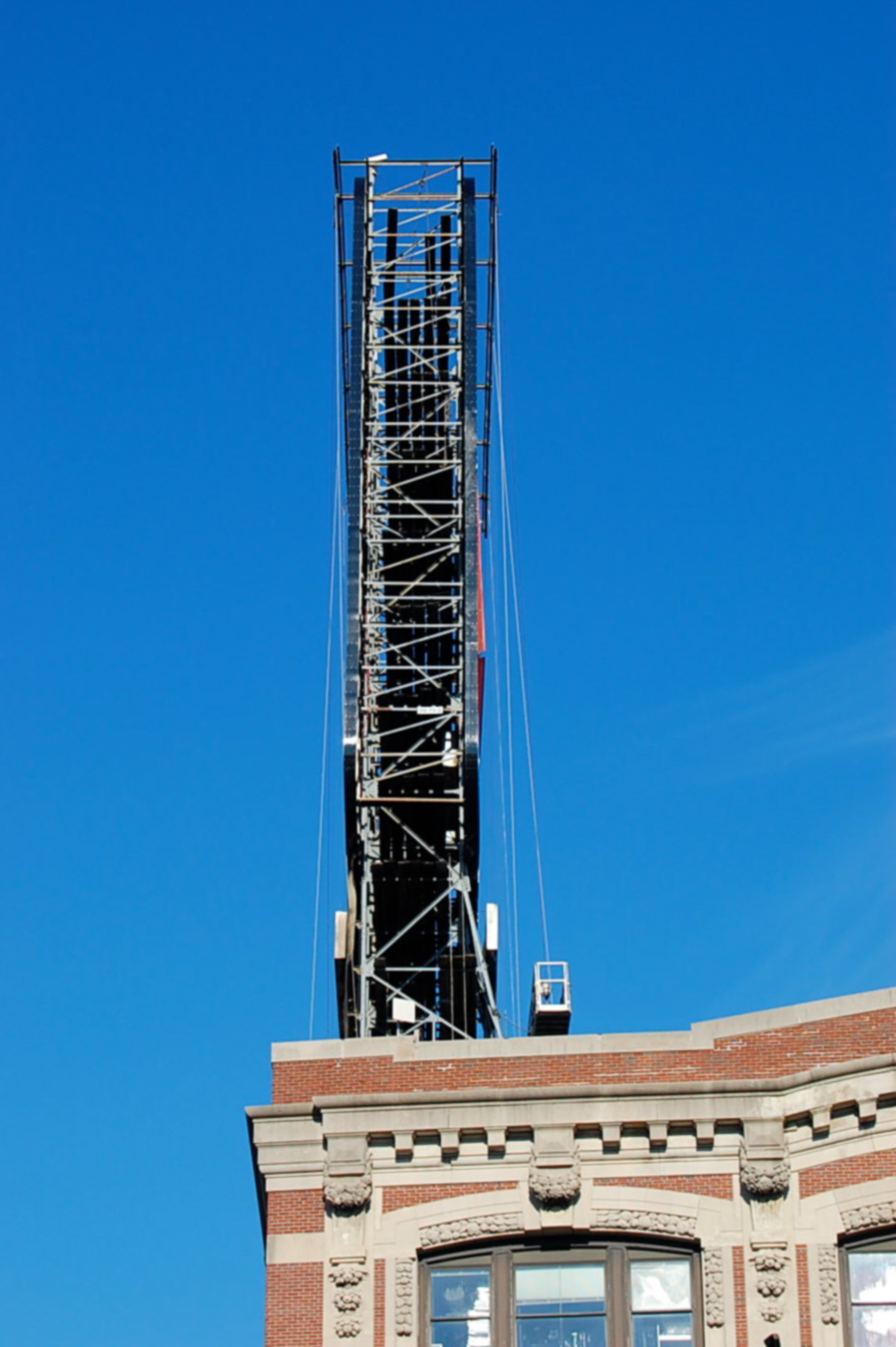
側面には内部の鉄骨が見える
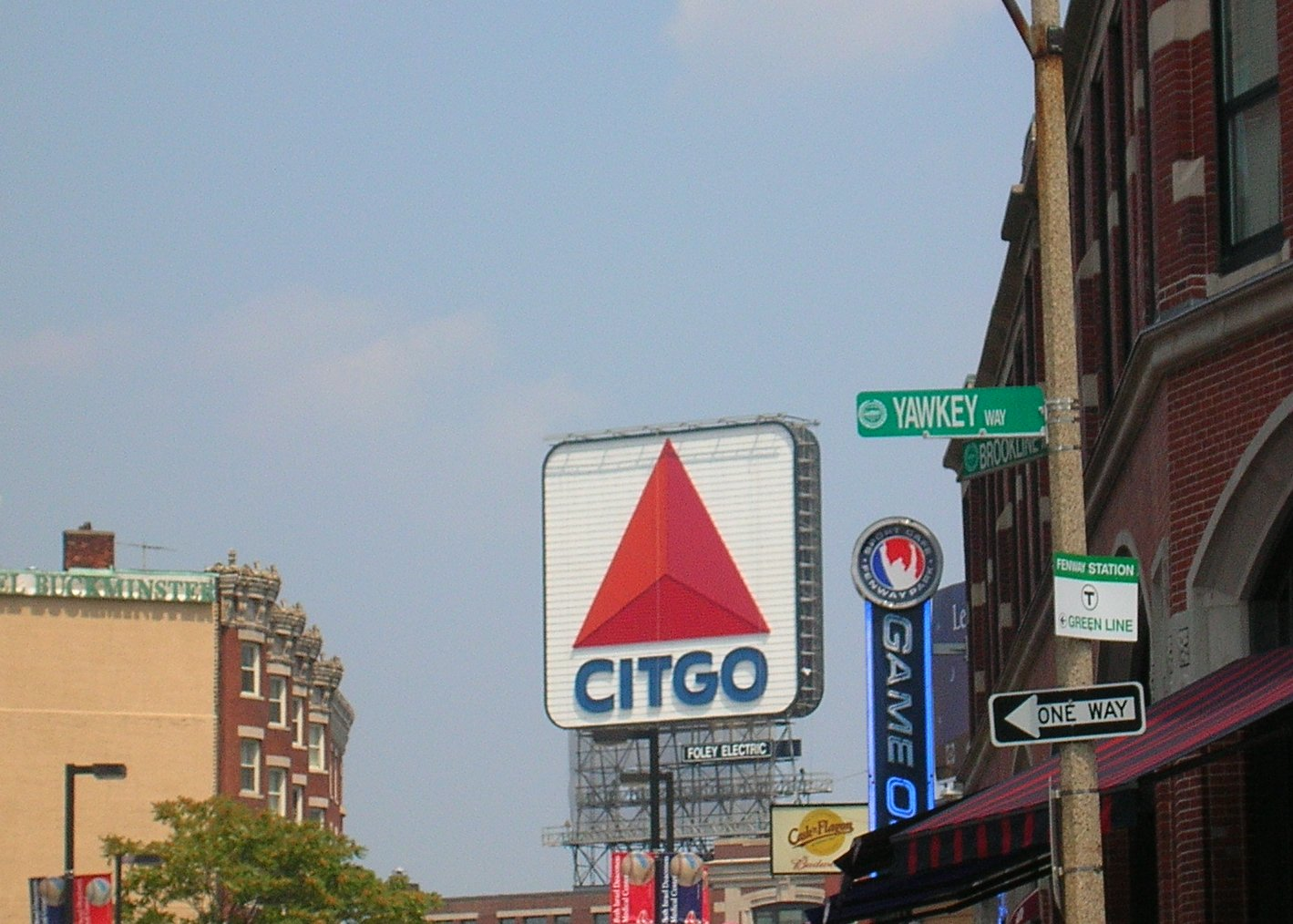
ヨーキー・ウェイの端から見える看板

## メディア
エクストリームのゲイリー・シェローンは2010年のライヴ・アルバム『Take Us Alive 』の1枚目6曲目で1980年代のケンモア・スクエアの音楽シーンについて言及した。
マイティ・マイティ・ボストンズはアルバム『A Jacknife to a Swan 』の収録曲『I Want My City Back 』でケンモア・スクエアにあったライヴ・ハウスのラスケラー(通称ラット)閉店について言及した。
クイアーズのアルバム『Grow Up 』の収録曲『I Met Her at the Rat 』に「私は頭が混乱し、ケンモア・スクエアのどこにいるのかわからなかった」という歌詞がある。

## 関連事項
- ボストン大学
- フェンウェイ・ケンモア